# A Baader-Meinhof csoport (film)
A  Baader-Meinhof csoport (eredeti cím: Der Baader Meinhof Komplex) 2008-ban bemutatott német–francia–cseh film, amelyet Uli Edel rendezett. A film a Vörös Hadsereg Frakció szélsőbaloldali terrorszervezet történetét mutatja be 1967-es megalakulásától 1977-ig. A film alapjául Stefan Aust azonos című 1985-ös könyve szolgált.
Műfaja: akciófilm, életrajzi film, bűnügyi film, filmdráma.

## Cselekmény
A film a történelmi eseményeknek megfelelően mutatja be a nyugatnémet baloldali fiatalok radikalizálódását, a Benno Ohnesorg-gyilkosságot, Ulrike Meinhof csatlakozását Andreas Baaderhez, a bankrablásokat és a pokolgépes merényleteket az amerikai bázisok, valamint az igazságügyi alkalmazottak ellen, az Axel Springer kiadó székházában elkövetett robbantást és Hanns-Martin Schleyer elrablását és meggyilkolását. A film cselekménye 1977-ben ér véget, amikor a Vörös Hadsereg Frakció vezetői öngyilkosságot követnek el a stuttgarti Stammheim börtönben, miután hírt kaptak, hogy a kiszabadításukra szervezett emberrablási akció kudarcot vallott, az arab–német terroristák által elrabolt Lufthansa 181 utasszállító járat túszait Mogadishu repülőterén október 18-án a német GSG 9 terrorelhárító alakulat rajtaütéssel kiszabadította.

## Szereplők
| Szerep                                        | Színész                         | Magyar hangja (1. szinkron) |
| --------------------------------------------- | ------------------------------- | --------------------------- |
| Ulrike Meinhof                                | Martina Gedeck                  | Virághalmy Judit            |
| Andreas Baader                                | Moritz Bleibtreu                | Barabás Kiss Zoltán         |
| Gudrun Ensslin                                | Johanna Wokalek                 | Németh Kriszta              |
| Brigitte Mohnhaupt                            | Nadja Uhl                       | F. Nagy Erika               |
| Jan-Carl Raspe                                | Stipe Erceg Niels-Bruno Schmidt | Papucsek Vilmos             |
| Holger Meins                                  | Stipe Erceg                     | Juhász Zoltán               |
| Horst Herold, a bűnügyi rendőrség vezetője    | Bruno Ganz                      | Barbinek Péter              |
| Herold asszisztense                           | Heino Ferch                     | Mikula Sándor               |
| Rudi Dutschke szociológus, aktivista (†)      | Sebastian Blomberg              | Maday Gábor                 |
| Jürgen Ponto bankelnök (†)                    | Hubert Mulzer                   | (n. a.)                     |
| Siegfried Buback szövetségi főállamügyész (†) | Gerald Alexander Held           | (n. a.)                     |
| Hanns Martin Schleyer nagyvállalkozó (†)      | Bernd Stegemann                 | (n. a.)                     |